# Urlev
Urlev er en lille bebyggelse i Østjylland mellem Horsens, Hedensted, Stouby og Vejle, beliggende i Urlev Sogn; den består af ca. 40-50 indbyggere og er bl.a. kendt for Danmarks eneste døvehøjskole på Castberggård. Urlev ligger i Hedensted Kommune og hører til Region Midtjylland.
Tidligere lå bebyggelsen i Bjerre Herred.